# Клауз, Павел Фёдорович
Павел Федорович Клауз (24 августа 1846, Ревель — ?) — российский военный деятель, генерал от инфантерии (1911).

## Хронологический послужной список
- 24.08.1846 — родился в Ревеле в семье пограничного вахмистра. Православный. Из дворян Выборгской губернии.
- 18.10.1864 — вступил в службу.
- 30.10.1866 — окончил Гельсингфорское пехотное юнкерское училище, выпущен прапорщиком в 90-й пехотный Онежский полк
- ст. 06.07.1867 — подпоручик.
- ст. 25.03.1870 — поручик.
- ст. 19.05.1874 — штабс-капитан.
- 6 месяцев командовал ротой.
- 16.09.1874 — окончил Николаевскую академию Генерального штаба по 2-му разряду.
- ст. 16.09.1874 — поручик Генерального штаба.
- 16.09.1874—07.06.1877 — ст. адъютант штаба 18-й пехотной дивизии.
- 1875 — награждён орденом Святого Станислава 3-й ст.
- 07.06.1877—30.06.1878 — ст. адъютант штаба 14-го армейского корпуса.
- 30.06.1878—18.05.1881 — состоял для поручений при штабе 14-го армейского корпуса.
- ст. 30.08.1877 — штабс-капитан Генерального штаба.
- 1878 — капитан за боевое отличие со старшинством с 05.10.1877 года.
- 1877—1878 — участие в Русско-турецкой войне.
- 1879 — награждён орденом Святого Станислава с мечами 2-й ст.
- 1879 — награждён орденом Святого Владимира 4-й ст. с мечами и бантом.
- ст. 12.04.1881 — подполковник.
- 18.05.1881—04.04.1886 — ст. адъютант штаба Варшавского военного округа.
- 1883 — награждён орденом Святой Анны 2-й ст.
- ст. 08.04.1884 — полковник (за отличие).
- 04.04.1886—19.03.1890 — начальник штаба 27-й пехотной дивизии[1] в Вильне.
- 1888 — награждён орденом Святого Владимира 3-й ст.
- 19.03.1890—13.06.1894 — начальник Виленского военного пехотного училища.[2]
- 13.06.1894—05.01.1898 — командир 47-го пехотного Украинского ЕИВ вел. князя Владимира Александровича полка[3] в Виннице Подольской губернии.
- ст. 05.01.1898 — генерал-майор (за отличие).
- 05.01.1898—31.08.1900 — начальник штаба 19-го армейского корпуса[4] в Брест-Литовске.
- 31.08.1900—02.05.1904 — начальник 47-й резервной пехотной бригады.
- 1901 — награждён орденом Святого Станислава 1-й ст.
- 02.05.1904 — назначен командующим 6-й пехотной дивизией[5] в Остроленке Ломжинской губернии.
- 06.12.1904 — произведён в генерал-лейтенанты (за отличие) с утверждением в должности начальника дивизии.
- 1906 — награждён орденом Святой Анны 1-й ст.
- 11.04.1909—20.02.1911 — командир 15-го армейского корпуса[6] в Варшаве.
- 06.12.1910 — награждён орденом Святого Владимира 2-й ст.
- 20.02.1911 — произведён в генералы от инфантерии с увольнением от службы.

Был женат и имел троих детей. На 1917 г. Клауз П. Ф. с женой Иульяной Петровной проживал в Москве по адресу Н. Басманная, 29. Сын — Клауз Л. П., 1896 года выпуска из Виленского пехотного юнкерского училища по 1-му разряду в 107-й пехотный Троицкий полк. В апреле 1917 г. переведён в 97-й Лифляндский полк (подполковником). После 1917 года — в РККА, начальник нескольких пехотных курсов (3-х Советских в Москве, 11-х Черкасских пехотных курсов, объединённой Белорусской школы).